# Rudolf Kučera
Pour les articles homonymes, voir Kučera.
 (mai 2024).
Si vous disposez d'ouvrages ou d'articles de référence ou si vous connaissez des sites web de qualité traitant du thème abordé ici, merci de compléter l'article en donnant les références utiles à sa vérifiabilité et en les liant à la section « Notes et références ».
Rudolf Kučera, né le 23 janvier 1940 en Tchécoslovaquie et mort le 11 mai 2024 est un joueur de football tchécoslovaque (tchèque).
Il a terminé meilleur buteur du championnat de Tchécoslovaquie lors de la saison 1961 avec 18 buts (à égalité avec le joueur Ladislav Pavlovič).

## Biographie
Rudolf Kučera a joué pour le club de TJ Gottwaldov avant de rejoindre le club du Dukla Prague en 1959. Kučera inscrit son premier but en compétition au Stadion Juliska, en 1960, ouvrant la marque lors d'une victoire 2–1 contre le club du Wiener SK en Coupe Mitropa.
Dukla remporte le titre de champion de première division de la Ligue tchécoslovaque lors de la saison 1960-1961. Les 18 buts de Kučera lui permettent de terminer meilleur buteur à égalité avec Ladislav Pavlovič. Le club remporte également la Coupe de Tchécoslovaquie cette même saison, réalisant ainsi le doublé. D'autres titres de ligue suivent en 1961-1962 et en 1962-1963.
En Coupe d'Europe, Kučera marque 11 fois en 14 matches, se classant troisième meilleur buteur des joueurs tchécoslovaques de l'époque dans cette compétition précédant la Champions League, derrière Jozef Adamec et Ivan Mráz.
Kučera est blessé à l’âge de 23 ans, lors de la saison 1963-1964, à l’occasion d’un match de Coupe d'Europe contre le club polonais de Górnik Zabrze. Il est blessé à la suite d'une blessure au coude à la tête du défenseur Stanisław Oślizło et n'a plus jamais joué au plus haut niveau. 

## Palmarès
- Meilleur buteur du championnat de Tchécoslovaquie (2) :

1960-61 (18 buts)